# Copa Continental de Hockey sobre patines
Iniciada la temporada 1979-80 con el nombre de Supercopa de Europa, era disputada entre los campeones de la Copa de Europa y la Recopa de Europa. A partir del año 1997, con la desaparición de la Recopa de Europa, pasó a ser disputada por el campeón de la Copa de la CERS y rebautizada con el nombre de Copa Continental.
El club más laureado de la competición es el FC Barcelona, que ha conseguido 18 títulos.

## Palmarés
- Como Supercopa de Europa:

| Temporada | Campeón           | Finalista      | Resultado  |
| --------- | ----------------- | -------------- | ---------- |
| 1980      | FC Barcelona      | AFP Giovinazzo | 9–4        |
| 1981      | FC Barcelona      | Sporting CP    | 6–2 / 12–1 |
| 1982      | FC Barcelona      | FC Porto       | 3–2 / 7–1  |
| 1983      | FC Barcelona      | FC Porto       | 3–4 / 11–5 |
| 1984      | FC Barcelona      | Reus Deportiu  | 2–1 / 10–1 |
| 1985      | FC Barcelona      | Sporting CP    | 9–0 / 5–3  |
| 1986      | FC Porto          | AD Sanjoanense | 9–3 / 3–4  |
| 1987      | Hockey Club Liceo | FC Barcelona   | 4–1 / 1–4  |
| 1988      | Hockey Club Liceo | CE Noia        | 9–4 / 2–4  |
| 1989      | CE Noia           | Roller Monza   | 2–3 / 7–3  |
| 1990      | Hockey Club Liceo | FC Porto       | 6–4 / 3–2  |
| 1991      | OC Barcelos       | Sporting CP    | 11–2 / 5–3 |
| 1992      | Hockey Club Liceo | Roller Monza   | 9–6 / 6–4  |
| 1993      | Igualada HC       | OC Barcelos    | 4–1 / 3–3  |
| 1994      | Igualada HC       | Amatori Lodi   | 1–1 / 5–0  |
| 1995      | Igualada HC       | Roller Monza   | 4–2 / 1–2  |
| 1996      | no se disputó     |                |            |
| 1997      | FC Barcelona      | UD Oliveirense | 6–1 / 8–1  |

- Como Copa Continental:

| Temporada | Campeón           | Finalista           | Resultado          |
| --------- | ----------------- | ------------------- | ------------------ |
| 1998      | Igualada HC       | CE Noia             | 2–4 / 4–1          |
| 1999      | Igualada HC       | Hockey Club Liceo   | 7–3 / 1–4          |
| 2000      | FC Barcelona      | CD Paço de Arcos    | 2–1 / 7–1          |
| 2001      | FC Barcelona      | CP Vic              | 6–6 / 12–3         |
| 2002      | FC Barcelona      | CP Voltregà         | 4–4 / 8–1          |
| 2003      | Hockey Club Liceo | Reus Deportiu       | 2–1 / 3–1          |
| 2004      | FC Barcelona      | Reus Deportiu       | 1–1 / 6–2          |
| 2005      | FC Barcelona      | Follonica Hockey    | 4–0 / 4–7          |
| 2006      | FC Barcelona      | Follonica Hockey    | 7–1 / 0–2          |
| 2007      | FC Barcelona      | CP Vilanova         | 5–0                |
| 2008      | FC Barcelona      | CP Tenerife         | 3–1                |
| 2009      | Reus Deportiu     | CH Mataró           | 4–1                |
| 2010      | FC Barcelona      | Hockey Club Liceo   | 7–2                |
| 2011      | SL Benfica        | Hockey Club Liceo   | 10-0 (*)           |
| 2012      | Hockey Club Liceo | Hockey Bassano      | 5-1 / 2-6 (2-1 GP) |
| 2013      | SL Benfica        | CE Vendrell         | 5-3 / 5-0          |
| 2014      | CE Noia           | FC Barcelona        | 0-0 / 3-3 (3-2 GP) |
| 2015      | FC Barcelona      | Sporting CP         | 0-2 / 5-1          |
| 2016      | SL Benfica        | OC Barcelos         | 4-5 / 9-2          |
| 2017      | UD Oliveirense    | Reus Deportiu       | 7-4                |
| 2018      | FC Barcelona      | FC Oporto           | 3–3 (3-2 pen.)     |
| 2019      | Sporting CP       | FC Oporto           | 3-2                |
| 2020      | no se disputó     |                     |                    |
| 2021      | Sporting CP       | Lleida Llista Blava | 3-1                |
| 2022      | AD Valongo        | GSH Trissino        | 2-1                |
| 2023      | FC Oporto         | CP Voltregà         | 5-3                |
| 2024      | UD Oliveirense    | Sporting CP         | 4-2                |

(*) Incomparecencia del HC Liceo

## Títulos

### Por Clubes
| Club                | V  | D | Campeones (años)                                                                                           | Finalistas (años)            |
| ------------------- | -- | - | --- | ---------------------------- |
| FC Barcelona        | 18 | 2 | 1980, 1981, 1982, 1983, 1984, 1985, 1997, 2000, 2001, 2002, 2004, 2005, 2006, 2007, 2008, 2010, 2015, 2018 | 1987, 2014                   |
| Hockey Club Liceo   | 6  | 3 | 1987, 1988, 1990, 1992, 2003, 2012                                                                         | 1999, 2010, 2011             |
| Igualada HC         | 5  | 0 | 1993, 1994, 1995, 1998, 1999                                                                               | –                            |
| SL Benfica          | 3  | 0 | 2011, 2013, 2016                                                                                           | –                            |
| FC Porto            | 2  | 5 | 1986, 2023                                                                                                 | 1982, 1983, 1990, 2018, 2019 |
| Sporting CP         | 2  | 5 | 2019, 2021                                                                                                 | 1981, 1985, 1991, 2015, 2024 |
| CE Noia             | 2  | 2 | 1989, 2014                                                                                                 | 1988, 1998                   |
| UD Oliveirense      | 2  | 1 | 2017, 2024                                                                                                 | 1997                         |
| Reus Deportiu       | 1  | 4 | 2009 | 1984, 2003, 2004, 2017       |
| OC Barcelos         | 1  | 2 | 1991 | 1993, 2016                   |
| AD Valongo          | 1  | 0 | 2022 | –                            |
| Roller Monza        | 0  | 3 | – | 1989, 1992, 1995             |
| Follonica Hockey    | 0  | 2 | – | 2005, 2006                   |
| CP Voltregà         | 0  | 2 | – | 2002, 2023                   |
| AFP Giovinazzo      | 0  | 1 | – | 1980                         |
| AD Sanjoanense      | 0  | 1 | – | 1986                         |
| Amatori Lodi        | 0  | 1 | – | 1994                         |
| CD Paço d'Arcos     | 0  | 1 | – | 2000                         |
| CP Vic              | 0  | 1 | – | 2001                         |
| CP Vilanova         | 0  | 1 | – | 2007                         |
| CP Tenerife         | 0  | 1 | – | 2008                         |
| CH Mataró           | 0  | 1 | – | 2009                         |
| Hockey Bassano      | 0  | 1 | – | 2012                         |
| CE Vendrell         | 0  | 1 | – | 2013                         |
| Lleida Llista Blava | 0  | 1 | – | 2021                         |
| GSH Trissino        | 0  | 1 | – | 2022                         |

### Por Países
| País     | Vict. | Der. | Clubes Campeones                                                                                   | Clubes Finalistas |
| -------- | ----- | ---- | -------------------------------------------------------------------------------------------------- | --- |
| España   | 32    | 19   | FC Barcelona (18), Hockey Club Liceo (6), Igualada HC (5), CE Noia (2), Reus Deportiu (1)          | Reus Deportiu (4), Hockey Club Liceo (3), CE Noia (2), FC Barcelona (2), CP Voltregà (2), CP Vic (1), CP Vilanova (1), CP Tenerife (1), CH Mataró (1), CE Vendrell (1), Lleida Llista Blava (1) |
| Portugal | 11    | 15   | SL Benfica (3), Sporting CP (2), FC Porto (2), UD Oliveirense (2), OC Barcelos (1), AD Valongo (1) | FC Porto (5), Sporting CP (5), OC Barcelos (2), AD Sanjoanense (1), UD Oliveirense (1), CD Paço d'Arcos (1)                                                                                     |
| Italia   | 0     | 9    | –                                                                                                  | Roller Monza (3), Follonica Hockey (2), AFP Giovinazzo (1), Amatori Lodi (1) , Hockey Bassano (1), GSH Trissino (1)                                                                             |